# توماس بالتزار
توماس بالتزار ( حدود ۱۶۳۰ - ۲۴ ژوئیه ۱۶۶۳) ویولن و آهنگساز آلمانی بود. او در لوبک در یک خانواده موسیقیدان به دنیا آمد.
پدر، پدربزرگ و پدربزرگ پدرش همگی نیز موسیقیدان بودند.  منابع مختلفی گزارش داده‌اند که ممکن است خانواده اش در سال های اولیه به او آموزش داده باشند.
بر اساس نوشته های ساموئل هارتلب، آهنگساز و نوازنده ویولن یوهان شوپ یکی از این مربیان او بوده است.
 بالتزار ممکن است ویولن را نزد گرگور زوبر و آهنگسازی را نزد فرانتس تاندر آموخته باشد.
او همچنین ممکن است از آهنگساز و نوازنده ویولن نیکلاوس بلیر ، که به برادر کوچکتر بالتزار آموزش موسیقی می داده است، آموزش دیده باشد. 
از طریق تماس با سفارت آلمان در سوئد (جایی که تا سال ۱۶۵۳، بالتزار در آنجا کار میکرد)، او ممکن است با نوازندگان انگلیسی همراه با مأموریت بولسترود وایتلاک با ملکه کریستینا در تماس بوده باشد. این آشنایی احتمالی ممکن است انگیزه ای برای تصمیم بالتزار برای مهاجرت به انگلستان در سال ۱۶۵۵ کمی پس از  این درخواست دولت انگلستان، بالتزار را پذیرفت. 